# Energia radiant

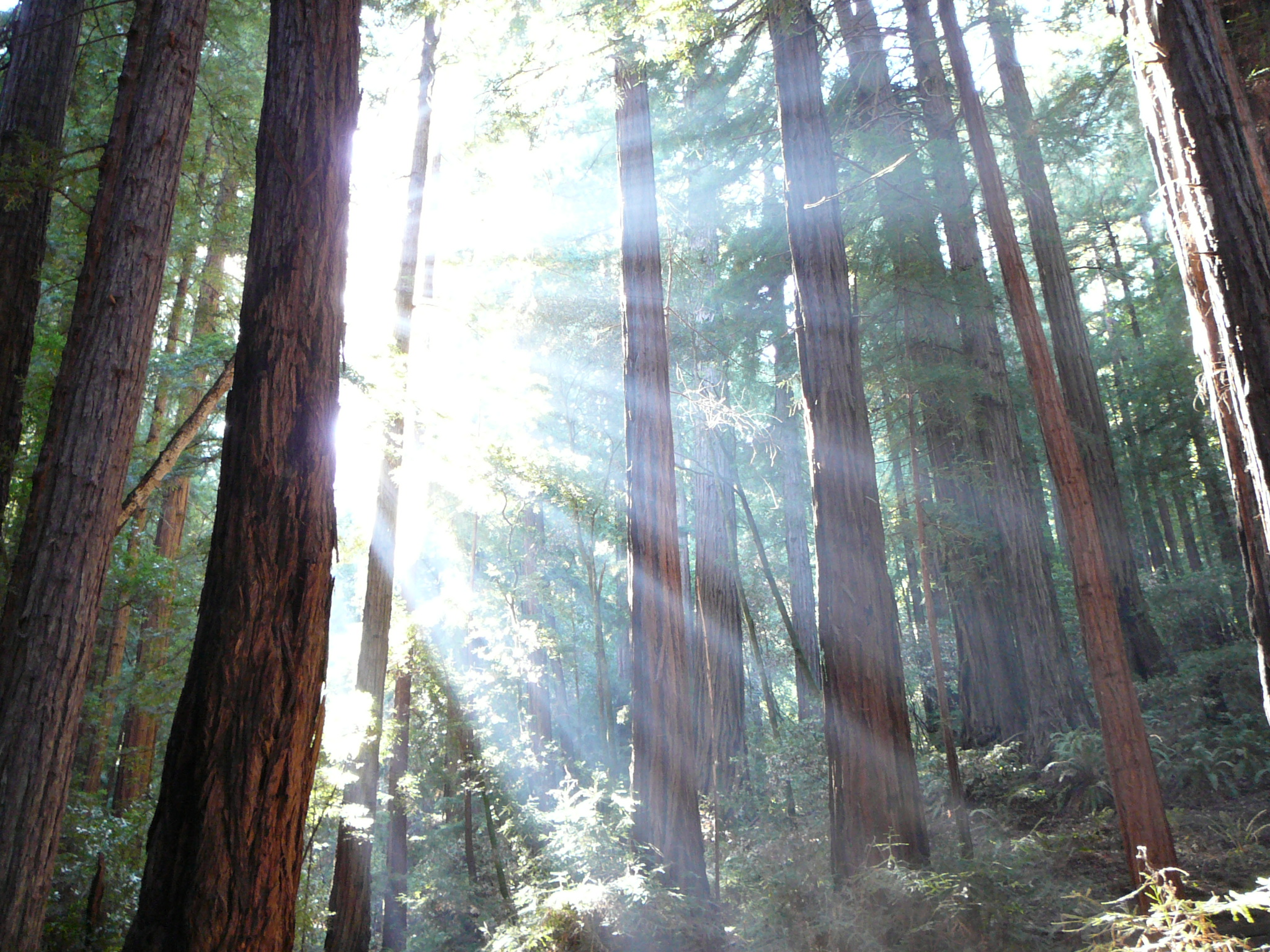
Llum (una forma d'energia radiant) observada a un bosc.

L'energia radiant és l'energia de les ones electromagnètiques continguda en la llum visible i altres formes de radiació, com els raigs X. Quan la matèria absorbeix la radiació experimenta un augment de l'energia tèrmica; també es poden experimentar canvis en les substàncies.
La quantitat d'energia radiant es pot calcular integrant el flux radiant (o potència) respecte al temps, com en el cas de qualsevol altre tipus d'energia, en unitats del SI es mesura en joules.

A partir de les equacions de Maxwell la densitat d'energia electromagnètica al buit vindrà donada per:
{\displaystyle w={\frac {1}{2}}\varepsilon _{0}E^{2}+{\frac {1}{2\mu _{0}}}B^{2}}
on
- ε0 és la permitivitat elèctrica del buit,
- μ0 és la permeabilitat magnètica del buit,
- {\displaystyle {\vec {E}}} és el vector del camp elèctric, i
- {\displaystyle {\vec {B}}} és el vector del camp magnètic.

En el cas d'una ona electromagnètica, aquesta energia es desplaça; i a partir de les equacions de Maxwell es pot deduir que el flux d'energia vindrà donat pel vector de Poynting:
{\displaystyle {\vec {\Pi }}={\frac {1}{\mu _{0}}}\cdot {\vec {E}}\wedge {\vec {B}}}.
El concepte d'ona electromagnètica inclou, entre d'altres, les ones de ràdio, les microones, la llum, els raigs X o les radiacions gamma.
El treball de Max Planck sobre els cossos negres i el de Heinrich Hertz sobre l'efecte fotoelèctric van demostrar que els intercanvis d'energia es feien en quantitats definides o quàntum. El 1905, Albert Einstein va introduir el concepte de fotó o quàntum d'energia electromagnètica. El quàntum d'energia intercanviat o energia del fotó depèn de la longitud d'ona, segons l'equació de Planck:
E = h.ν
on
- ν és la freqüència de l'ona, expressada en hertz (Hz)
- h és la constant de Planck

per a qualsevol ona es pot escriure:
λ = c/ν
on 
- λ és la longitud d'ona, expressada en metres
- c és la velocitat de la llum

Les longituds d'ona visibles per a l'ull humà són les compreses entre 380 nm i 780 nm (per sota de l'ultraviolat i per sobre de l'infraroig.
Aquesta energia electromagnètica radiant pot ser recuperada i utilitzada gràcies als panells fotovoltaics (que utilitzen la radiació violada i ultraviolada), o pels escalfadors solars d'aigua (que utilitzen la radiació infraroja). Les plantes també capten aquest tipus d'energia per fer la fotosíntesi i les antigues càmeres fotogràfiques per impressionar la pel·lícula. Els fotons poden provocar la ionització dels àtoms, de manera que els àtoms excitats cedeixen part de la seva energia que pot ser captada sota una forma diferent (com l'electricitat o la fotosíntesi), o pot modificar l'estructura de la matèria (com en el cas de la pel·lícula fotogràfica). D'altra banda, els fotons també poden cedir la seva energia provocant l'agitació dels àtoms de la matèria, en seria el cas de forn microones. En el cas de les ones hertzianes (ràdio, televisió, telèfon mòbil), l'energia radiant provoca la circulació d'un corrent elèctric a l'antena que és transformat en so o imatges.

## Per a més informació
- Caverly, Donald Philip, Primer of Electronics and Radiant Energy. New York, McGraw-Hill, 1952.
- Whittaker, E. T. «What is energy?». The Mathematical Gazette. The Mathematical Association, 14, 200, 4-1929, pàg. 401–406. DOI: 10.2307/3606954. JSTOR: 3606954.